# Aurelius Victor
Sextus Aurelius Victor (ca 320 - † 390) was een laat-antiek Romeinse geschiedschrijver.
Van hem zijn twee werken overgeleverd over de keizers. Hij geeft korte levensbeschrijvingen en probeert de daden van de keizers en hun karakters in onderling verband te behandelen. Het eerste deel gaat tot keizer Constantius II, het tweede gedeelte loopt tot keizer Theodosius I.

## Leven
Victor was naar alle waarschijnlijkheid afkomstig uit Africa en van eenvoudige afkomst, hoewel hij - waarschijnlijk in Africa - een goede opleiding heeft gekregen. Ten laatste in 337 begaf hij zich naar Rome, waar hij waarschijnlijk rechten studeerde. Hij maakte carrière in rijksdienst. In de stad Sirmium in Pannonië was hij waarschijnlijk actief in de kanselarij van de provinciegouverneur. Hij was niet christelijk maar hield zich aan de traditionele godsdienst, en werd door keizer Julianus bevorderd. Julianus stelde hem in 361 aan als gouverneur van de provincie Pannonia Secunda, waarvan Sirmium de hoofdstad was, en verleende hem de consulaire rang. Hij werd uiteindelijk opgenomen in de senaat.
Julianus' dood in 363 betekende waarschijnlijk een tegenslag voor Victor. Misschien al direct daarna, ten laatste in 365, verloor hij zijn ambt. Over zijn activiteiten in de volgende decennia is niets bekend; hij dook slechts na een kwarteeuw weer op. Keizer Theodosius I benoemde hem in 388 tot praefectus urbi van Rome, maar hij oefende dit ambt slechts tot 389 uit. Klaarblijkelijk is hij kort daarop gestorven. Hij was mogelijk ook consul, samen met Valentinianus I, in 369.

## Werken
- Origo Gentis Romanae
- De Viris Illustribus Romae
- De Caesaribus
- De Vita et Moribus Imperatorum Romanorum excerpta ex Libris Sex. Aur.

## Biografie
- H.W. Bird, Sextus Aurelius Victor. A Historiographical Study, Liverpool, 1984. ISBN 0905205219

## Voetnoot
1. ↑  Ammianus Marcellinus, XXI 10.6.

- Bibsys: 95000275
- Biblioteca Nacional de Chile: 000233313
- Biblioteca Nacional de España: XX825524
- Bibliothèque nationale de France: cb118895764 (data)
- Catàleg d'autoritats de noms i títols de Catalunya: 981058511579906706
- CiNii: DA00879594
- Gemeinsame Normdatei: 119072009
- International Standard Name Identifier: 0000 0001 1766 9251
- Library of Congress Control Number: n80008471
- Nationale Bibliotheek van Letland: 000295455
- Nationale Bibliotheek van Tsjechië: jn19990000318
- Nationale bibliotheek van Australië: 35658267
- Nationale Bibliotheek van Israël: 987007269594505171
- Nationale Bibliotheek van Polen: a0000001051145
- Nationale en Universitaire bibliotheek Zagreb: 000382511
- Nederlandse Thesaurus van Auteursnamen: 069616450
- Réseau des bibliothèques de Suisse occidentale: 02-A000014107
- Istituto Centrale per il Catalogo Unico: MUSV003190
- LIBRIS: 281706
- SNAC: w6qd0hcm
- Système universitaire de documentation: 026696800
- Trove: 1030083
- Virtual International Authority File: 64001057
- WorldCat: E39PBJv8FcKwQQ9dFgJ69BHt8C